# Michiel Coxie
Michiel Coxie, Coxcie, Coxien ou Coxius (1499 – 1592) foi um pintor flamengo aprendiz de Bernard van Orley.

## Vida e obra
Nasceu em 1499 em Mechelen, no Ducado de Brabante. Em Roma, em 1532, pintou a capela de Willem van Enckenvoirt da Igreja de Santa Maria dell'Anima e, de acordo com Giorgio Vasari, trabalhava à maneira italiana. A principal ocupação de Coxie era desenhar para gravadores. Pertencia ao círculo íntimo de Michelangelo e estudou filosofia e teoria da arte da Antiguidade e da Renascença Romana. Era conhecido como Rafael flamengo.
Em 1539, Coxie foi para Mechelen, onde entrou para a Guilda de São Lucas, pintando as laterais de um altar para uma das capelas da guilda. O centro do altar, feito por Jan Mabuse, representa São Lucas, o Evangelista, patrono dos pintores, retratando a Virgem; ao redor encontra-se The Martyrdom of Saint Vitus e Vision of St John the Evangelist in Patmos.

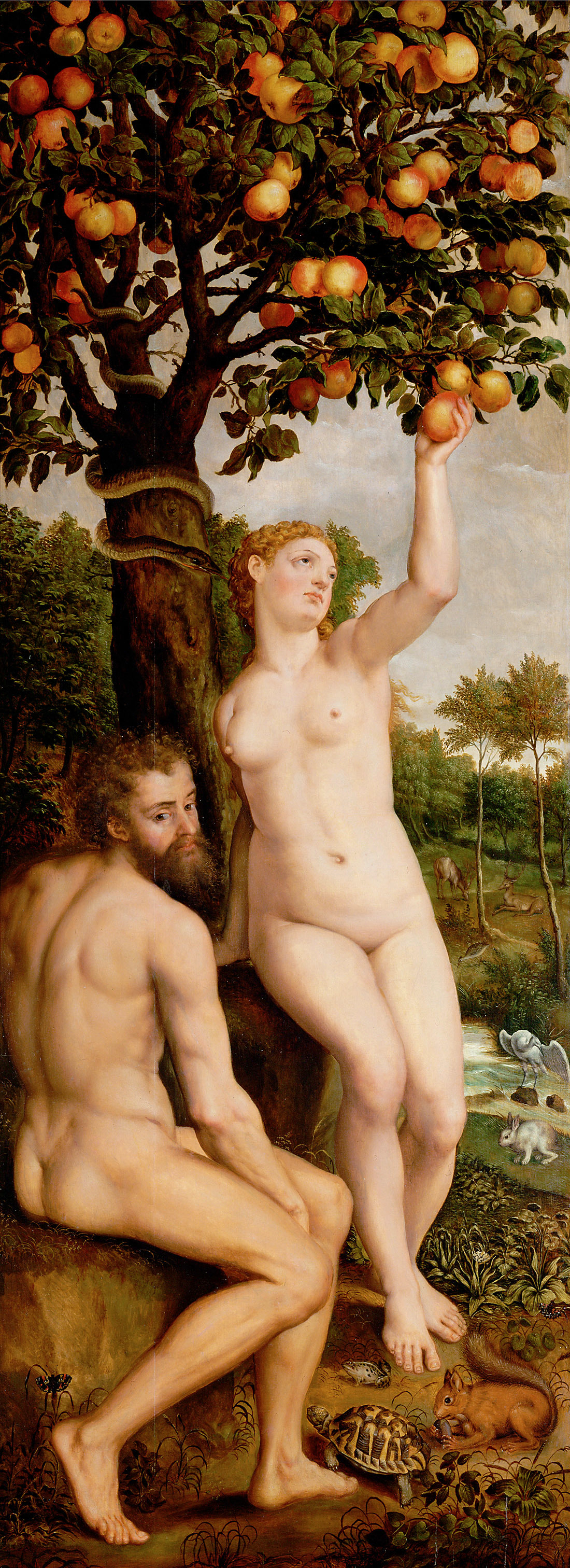
Pecado Original

Com a morte de Orley, em 1541, sucedeu a ele como pintor da corte de Maria de Habsburgo. Também trabalhou para Carlos I de Espanha, Filipe II de Espanha (tapeçaria para o Palácio Real de Madrid), Sigismundo II Augusto da Polônia (tapeçarias em Wavel) e Fernando Álvarez de Toledo y Pimentel.
Coxie foi grande admirador da obra de Rafael, encontrando-se também na sua obra tipos colhidos em Miguel Ângelo, Bronzino, Andrea del Sarto e Sebastiano del Piombo, também  toma referências de Veronese e de Ticiano, por exemplo nos rostos de Cristo com a Cruz às costas ou nos raros nus femininos; e mesmo de Leonardo nos rostos da Virgem, do Menino e de alguns anjos. Vasari afirma tê-lo conhecido em 1532 e diz que ele levou para a Flandres a maniera italiana e era muito considerado entre os flamengos «per essere tutto grave e fare le sue figure che hanno del virile e del severo». Esta faceta austera de Coxcie, que alia uma pintura devocional de raiz flamenga à lição italiana, agradava aos reis espanhóis que então dominavam a Flandres Carlos V, que possuía vários quadros dele, e a Filipe II de Espanha, que adquire entretanto vários outros. Muito elucidativa é a opinião do Padre Singüenza, que o considera «gran imitador de la manera Andrea del Sarto y de otros buenos y que, por ser imitador de los valientes de Italia merece le pongamos entre ellos, aunque cuando hacía de su ingenio descubría la verdad y aquella manera propria de flamenco, que naturalmente es desgraciada, de poca fuerza y probre movimento».
Suas obras podem ser encontradas na Catedral de São Romualdo de Malinas, em Mechelen; na Catedral de São Miguel e Santa Gudula, em Bruxelas e em museus de Leuven, Bruxelas e Antuérpia.

## Outras obras
- Políptico flamengo do Altar do Senhor Jesus (1581), na Sé Catedral do Funchal.

- Políptico flamengo do Altar de Santo António (1580-1600), na Sé Catedral do Funchal.